# Avelis hystriculus
Genre
Espèce
Avelis hystriculus, unique représentant du genre Avelis, est une espèce d'araignées aranéomorphes de la famille des Thomisidae.

## Distribution
Cette espèce est endémique d'Afrique du Sud. Elle se rencontre au Cap-Occidental, au Cap-Oriental et au Limpopo.

## Description
La femelle holotype mesure 2 mm.

## Publication originale
- Simon, 1895 : Histoire naturelle des araignées. Paris, vol. 1, p. 761-1084 (texte intégral).